# Galla Placidia
Aelia Galla Placidia (ca. 392 - 27. november 450) var datter af kejser Theodosius I og regent for sin søn, kejser Valentinian III, fra 425 til han blev myndig i 437. I det meste af sit voksne liv havde hun indflydelse på udviklingen i det vestromerske rige, og hendes to ægteskaber var begge arrangeret for at kaste kejserlig glans over ægtemændene.

## Opvækst
Galla Placidia blev født omkring 392 i Thessaloniki som datter af den romerske kejser Theodosius I og hans hustru Galla, der selv var datter af kejser Valentinian I. Fødselsåret fremgår ikke af kilderne, men ægteskabet blev indgået i efteråret 387 i Thessalonika, og Theodosius tog året efter på felttogt i Italien og var væk i tre år. Den førstefødte i ægteskabet var Gratian, der døde som spæd, og det danner basis for tesen om, at Galla Placidia blev født i 392 - efter Theodosius' hjemkomst.
Kejserinde Galla døde i barselsseng i 394, og Galla Placidia blev sendt til Milano, hvor hendes far havde taget ophold efter at have nedkæmpet oprørskejseren Eugenius. Theodosius døde året efter, og som foreskrevet af ham blev Romerriget delt i en vestlig og en østlig del. Galla voksede op i det Vestromerske rige, der officielt blev regeret af hendes halvbror Honorius, og i praksis af general Stilicho. Galla Placidias kusine Serena var gift med Stilicho, og den lille pige voksede op i denne familie. Der var muligvis planer om et ægteskab mellem Galla Placidia og Stilichos søn Eucherius, men de blev aldrig realiseret.
Galla Placidias tilknytning til Stilicho og Serena fik en brat afslutning, da Stilicho blev kuppet og henrettet i 408. Serena og Eucherius flygtede til Rom, men blev begge anholdt og henrettet der. Galla Placidia var taget med til Rom, og hun kom der til at opleve de tre visigotiske belejringer, der var ledet af Alarik.

## Første ægteskab
Visigoterne indtog og plyndrede Rom i august 410, og blandt de prominente gidsler, de tog med sig derfra - ud over et enormt bytte - var den tidligere modkejser Priscus Attalus og Galla Placidia. Begge kunne bruges i det politiske spil med det vestromerske rige. Visigoterne drog først sydpå til Calabrien. Her døde Alarik, og hans efterfølger Ataulf førte den store gotiske skare nordpå, hvor der var nye muligheder for et plyndre og få mad. Visigoterne (og Galla) nåede frem til det sydlige Gallien i 412, og i 413 lavede Ataulf en aftale med romerne om at støtte dem mod oprørskejseren Jovinus, der huserede i Gallien. Man ved ikke, hvilke løfter der var givet til Ataulf, da han skiftede side. I følge de samtidige historikere ønskede Ataulf selv at indtage pladsen som romersk kejser, og det så de som begrundelse for, at han i januar 414 giftede sig med Galla Placidia. Den samtidige historiker Orosius så derimod sindelagsskiftet som resultatet af guddommelig indgriben, der skulle redde den romerske stat, kombineret med Ataulfs stormende forelskelse i sin nye hustru. Senere historikere har været mere skeptiske og for eksempel skriver Antonio Marchetta, at Ataulf sagtens kan have udtrykt beundring for det romerske rige, men at brylluppet udelukkende var et skaktræk i et benhårdt politisk spil. Ataulf udpegede imidlertid ikke sig selv som kejser, men udråbte i stedet Attalus igen. Galla Placidia blev gravid og fødte i slutningen af 414 sønnen Theodosius, der som efterkommer i lige linje af kejser Theodosius stod som arving til den romerske kejsertitel, især fordi Honorius ikke havde børn (og aldrig fik det). Den vestromerske general og magthaver Constantius var imidlertid et skridt foran. Da Jovinus overgav sig, fik den vestromerske hær igen rådighed over mange af de legionærer fra Britannien (England), Gallien og Hispania (Spanien), der i en periode havde hørt til oprørshærene. Constantius var klar til opgøret med visigoterne, og han blokerede deres forsyningsveje til lands og til vands. I begyndelsen af 415 var goterne løbet tør for mad, og de måtte drage til det nordlige Spanien for at finde nye forsyninger. Theodosius døde som spæd i 415, og i løbet af sommeren var der en del utilfredshed blandt visigoterne. Ataulf blev stukket ned i sit bad i Barcelona, og han døde kort efter. Ataulf blev afløst af Sigerik, der muligvis havde en hånd med i mordet - som hævn for drabet på broderen Sarus i 412. Krønikerne fortæller, at Sigerik henrettede Ataulfs børn fra et tidligere ægteskab og at han nedværdigede Galla Placidia ved at lade hende vandre sammen med de fanger, der blev drevet foran hans følge. Ataulfs bror blev ligeledes henrettet. Sigerik holdt imidlertid kun i syv dage. Så blev han også myrdet og afløst af Wallia, der tilsyneladende ikke havde familiære forbindelser til nogen af de foregående konger. Wallia forhandlede en aftale på plads med vestromerne, og den indebar, at goterne fik fødevarer, og at vestromerne fik løfter om rådighed over visigotiske tropper, samt at Galla Placidia blev frigivet.

## Andet ægteskab
Galla Placidia opholdt sig de følgende år ved det vestromerske hof i Ravenna. Hendes halvbror, kejser Honorius, var kun en kransekagefigur, og den egentlige magt lå hos general Constantius. Han var i 414 consul for første gang, og søgte at cementere sin magt yderligere gennem et ægteskab med Galla. Den unge kejserdatter var ikke tilfreds med at være en brik i endnu et politisk spil, men da kejser Honorius på rigets vegne gjorde Constantius til consul igen 1. januar 417, benyttede kejseren ceremonien til at tage Gallas hånd og føre hende over til Constantius, hvorefter han erklærede de to for ægtefolk. Gallas protester var nytteløse.
I ægteskabet med Constantius fødte Galla først datteren Justa Grata Honoria i 417/418 og derefter sønnen Valentinian i juli 419. Man ved, at hun i disse år tog del i løsningen af kirkelige stridigheder: Da pave Zosimus 1. døde i december 418, blev der valgt to forskellige paver som hans efterfølger, Eulalius og Bonifacius. Galla Placidia støttede Bonifacius, og striden endte med, at begge kandidater blev bedt om at holde sig væk fra Rom, indtil sagen var afgjort på et kirkemøde. Eulalius nægtede, og det kostede ham pavetitlen.
I januar 420 blev Constantius consul for tredje gang, og 8. februar 421 blev han officielt udnævnt til medkejser for Honorius. Han fik titel af augustus og Galla Placidia blev kejserinde (augusta). Constantius var nu en del af kejserfamilien med en oplagt tronarving, og fremtiden tegnede lys. Skæbnen ville det imidlertid anderledes, han blev syg, og 2. september 421 døde han. Som nævnt havde kejser Honorius ingen reel politisk magt - den lå hos Constantius - og da han døde, opstod et tomrum, som Galla forsøgte at udfylde. I begyndelsen lykkedes det, men det gode forhold til broderen Honorius holdt ikke, og i slutningen af 422 forlod hun hoffet sammen med børnene, og tog til Konstantinopel. Kampen om pladsen som kejserens fortrolige gik straks i gang, men varede ikke længe, for Honorius blev syg og døde 15. august 423.

## Formynder for Valentinian
Galla Placidia og hendes børn var blevet godt modtaget i Konstantinopel, selv om hoffet i 421 havde nægtet at anerkende Constantius' kejsertitel og dermed også Gallas Placidias titel som kejserinde. Den østromerske kejser Theodosius havde i praksis overladt magten til sin søster Pulcheria i 414, og hun havde til gengæld fundet hustruen Athenais (med det officielle navn Eudocia) til ham. Efter Honorius' død blev magtkampen i det vestromerske rige intensiveret. Vinderen blev førstenotaren Johannes, der blev kåret som kejser 20. november 423. Han var imidlertid uspiselig for hoffet i Konstantinopel. Det østromerske rige gik i gang med at udruste en ekspeditionsstyrke, og da den var samlet i Thessalonika, blev den unge Valentinian 23. oktober 424 udråbt som caesar over det Vestromerske rige , og Galla Placidias rang som augusta blev formelt anerkendt. Hæren drog op gennem Dalmatien og erobrede Salona (ved det nuværende Solin i Kroatien) og Aquileia i Norditalien. I begyndelsen af 425 blev Ravenna erobret, og Johannes blev henrettet i Aquileia i overværelse af Galla og Valentinian. Den 23. oktober 425 blev den seks-årige Valentinian i Rom kåret til kejser (augustus) over det Vestromerske rige.
Som formynder for Valentinian søgte Galla Placidia tilsyneladende at regere ved at lade tre forskellige generaler holde hinanden i skak. Den øverste var Felix, der kommanderede felthæren med rang af magister militum praesentalis og med base i Italien. Dernæst var det generalen Aëtius, der ledede hæren i Gallien, og endelig var der Bonifacius, der kommanderede hæren i Nordafrika, og som havde en stor plads i kejserfamiliens hjerter, fordi han havde nægtet at anerkende Johannes som kejser. Magtdelingen begyndte at smuldre allerede i 427, da Felix anklagede Bonifacius for illoyalitet og beordrede ham til at møde op i Italien. Bonifacius nægtede, og han besejrede den hær Felix sendte til Nordafrika for at afsætte ham. Aëtius havde derimod succes i Gallien med at sætte visigoter og frankere på plads, og som belønning blev han i 429 kaldt til Italien som næstkommanderende for felthæren - under Felix. Den konstruktion var uholdbar, og det endte med, at Aëtius anklagede Felix og hans hustru for at have stræbt ham efter livet, og de to blev henrettet i maj 430. Så var der to generaler tilbage. Galla forsøgte at afbalancere situationen ved at kalde Bonifacius til Italien og udnævne ham til øverste general, mens Aëtius var i på inspektion i Gallien. Men Aëtius vendte tilbage til Italien i spidsen for en hær og de to generalers styrker tørnede sammen nær Rimini. Bonifacius sejrede, men blev dødeligt såret, og døde kort efter. Pladsen efter Bonifacius gik til hans svigersøn Sebastianus, og Aëtius flygtede til hunnerne, hvis sprog og konge han kendte fra et ophold som diplomatisk gidsel. I 433 kom Aëtius tilbage til Italien med en stor hær af hunniske lejetropper, og Sebastianus flygtede til Konstantinopel. Galla Placidia var herefter at betragte som en paradefigur for styret, på samme måde som hendes halvbror Honorius havde været det, og de officielle pliger ophørte i 437, da Valentinian fyldte 18 år og blev myndig.

## Galla Placidias sidste år
Kildematerialet fortæller ikke meget om Galla efter 437. Til gengæld hører man i 440'erne en del om hendes datter Justa Grata Honoria, der skabte skandale ved kejserhoffet ved at blive gravid med sin forretningsfører, Eugenius. Han blev prompte henrettet, og Honoria blev trolovet med senatoren Herculianus. Honoria var på ingen måde interesseret i at blive gift med ham, og i sin nød sendte hun en broche med sit portræt, og et brev hvor hun klagede sin nød, til den hunniske konge Attila. Hunnerkongen valgte at opfatte brevet som et ægteskabstilbud, og han forlangte på stedet at få halvdelen af det Vestromerske rige som medgift. Nogle historikere har ment, at det var anledningen til hans invasion af riget, mens andre, som Peter Heather, afviser denne forklaring. Attila var åbenbart allerede i gang med at skabe ufred i Gallien, og hans invasion i 451 gik ikke til Italien, men til Gallien. Det følgende år fulgte så Attilas angreb på Italien. Han nåede at plyndre i Norditalien, inden østromerske modangreb og sygdom i hæren fik ham til at vende om. Galla Placidia blev ikke vidne til disse sidste begivenheder, idet hun døde i 450. Galla Placidias sidste kendte offentlige fremtræden fandt sted netop i 450, da hun fik kisten med sønnen Theodosius - der var begravet ved Barcelona i 415 - overført til det Theodosianske dynastis familiekapel i Peterskirken i Rom.

## Støtte til kirken
Placidia var aktiv kristen og gjorde en indsats for at få bygget og udbygget flere kirker. Hendes første kirkebyggeri foregik i Ravenna. På en sørejse til byen var hendes skib kommet i uvejr, og Galla lovede at bygge en kirke i byen, hvis hun og familien blev reddet. Det skete, og resultatet blev kirken San Giovanni Evangelista ("Apostlen Johannes"). Senere stod hun for opførelsen af kirken Basilica di Santa Croce i samme by. I Rom ydede hun bidrag til at få genopbygget kirken San Paolo fuori le Mura ("Den hellige Paulus udenfor murene") og hun støttede også kirkebyggerier i Jerusalem og Rimini.
Den bygning i Ravenna, der i dag præsenteres som "Galla Placidias Mausoleum", har formentlig ikke ret meget at gøre med hende. Bygningen synes at have været opført som et kapel til ære for Sankt Laurentius, enten på foranledning af Galla Placidia eller af hendes søn, og intet tyder på, at hun har været begravet der.